# 坊城俊良

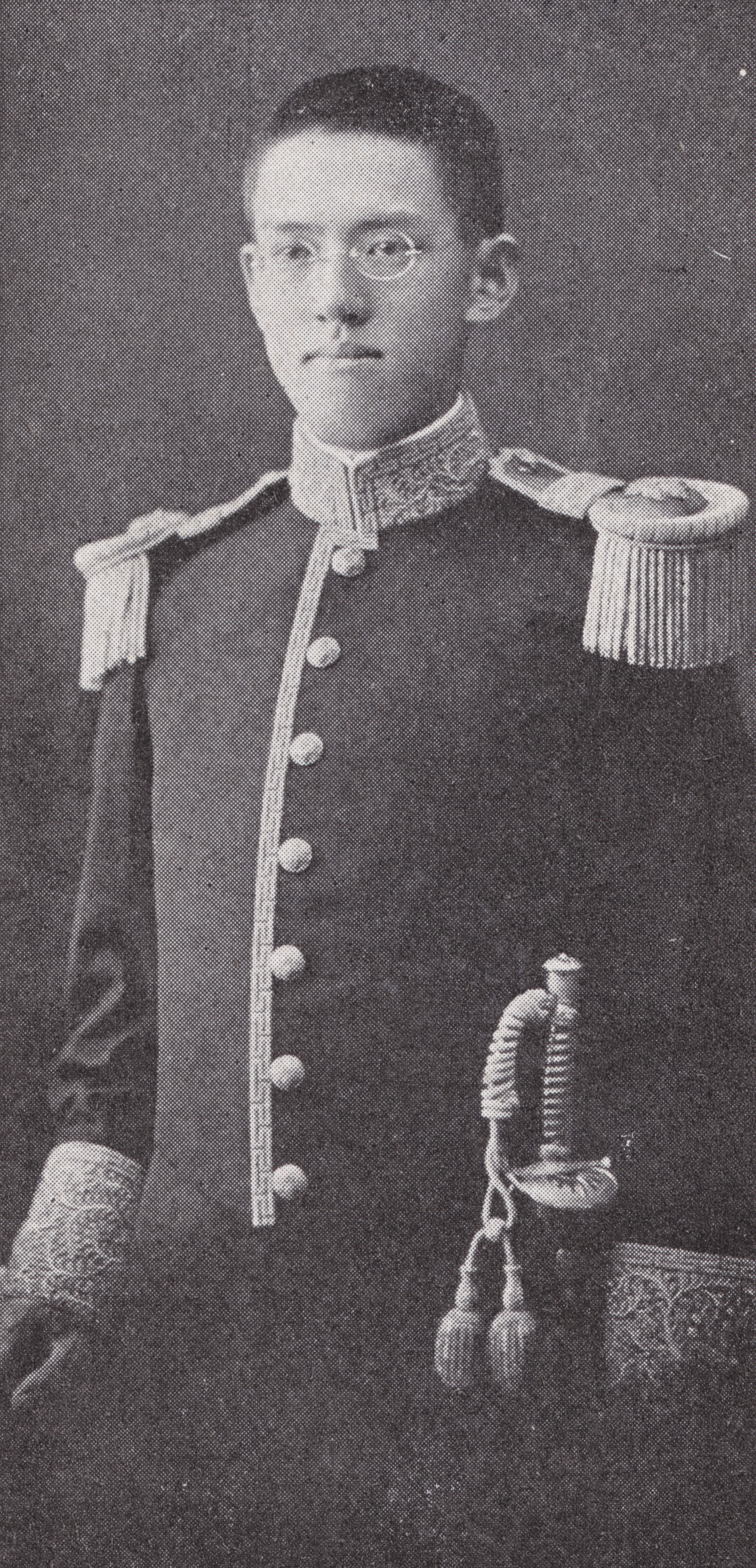
若年時の坊城俊良

坊城 俊良（ぼうじょう としなが、1893年〈明治26年〉8月15日 - 1966年〈昭和41年〉5月30日）は、日本の宮内官、神職、華族（伯爵）、皇太后宮大夫、伊勢神宮大宮司。

## 人物・来歴
1893年、東京市で、伯爵・坊城俊章の四男として生まれる。学習院で学んだ。
兄・坊城俊徳の死去に伴い、明治44年（1911年）2月3日、伯爵を襲爵した。
1902年、侍従職出仕となり明治天皇に仕えた。その後、大正天皇付となるがチフスに罹患して休職し、回復後、1914年9月17日、主猟官に転じた。式部官主猟課長、式部職儀式課長、式部次長などを歴任。
昭和20年（1945年）9月29日、宮内事務官に転任した飛鳥井雅信に代わって、掌典次長を兼任する。11月10日、掌典長三条公輝の薨去に伴い、掌典長事務取扱を命じられ、11月17日に賀陽宮恒憲王が掌典長に就任すると事務取扱を免ぜられて本職に戻った。11月24日、掌典次長の兼任を免ぜられ、式部次長に専任した。
昭和21年（1946年）3月29日、皇太后宮大夫に就任し貞明皇后に仕え、1951年12月31日まで在任。その後、東京大神宮宮司、伊勢神宮大宮司を務めた。

## 著作
- 『宮中五十年』 明徳出版社、1960年、序文小泉信三／講談社学術文庫、2018年、解説原武史。電子書籍も刊

## 親族
『平成新修旧華族家系大成』下巻, pp. 470–471
- 妻：坊城朔子（さきこ） - 入江為守長女
  - 長男：坊城俊民 - 国文学者
  - 四男：坊城俊周 - 共同テレビジョン会長
- 弟：坊城俊賢 - 貴族院男爵議員
- 妹：壽重子 - 京都帝国大学助教授・井上昇（井上角五郎三男）の妻[13]

## 栄典
- 1940年（昭和15年）8月15日 - 紀元二千六百年祝典記念章[14]